# Isichthys henryi
Isichthys henryi es una especie de peces elefante en la familia Mormyridae, constituyéndose en el único miembro de su género. Puede ser encontrada en las cuencas hidrográficas presentes a lo largo de la costa centro-oeste africana. Puede alcanzar una longitud de aproximadamente 29 cm.